# Tokoroa

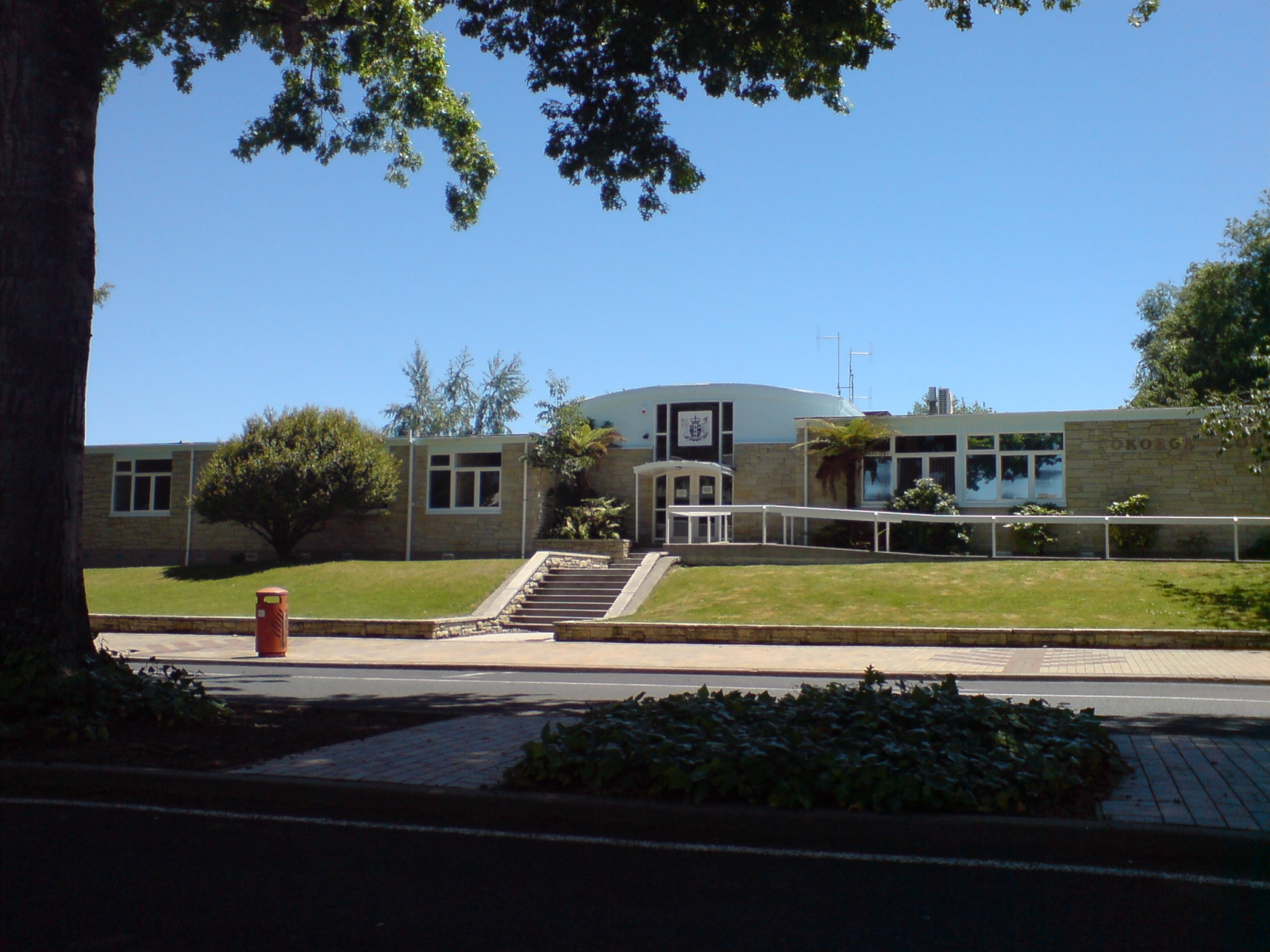
Tokoroa, Gerichtsgebäude

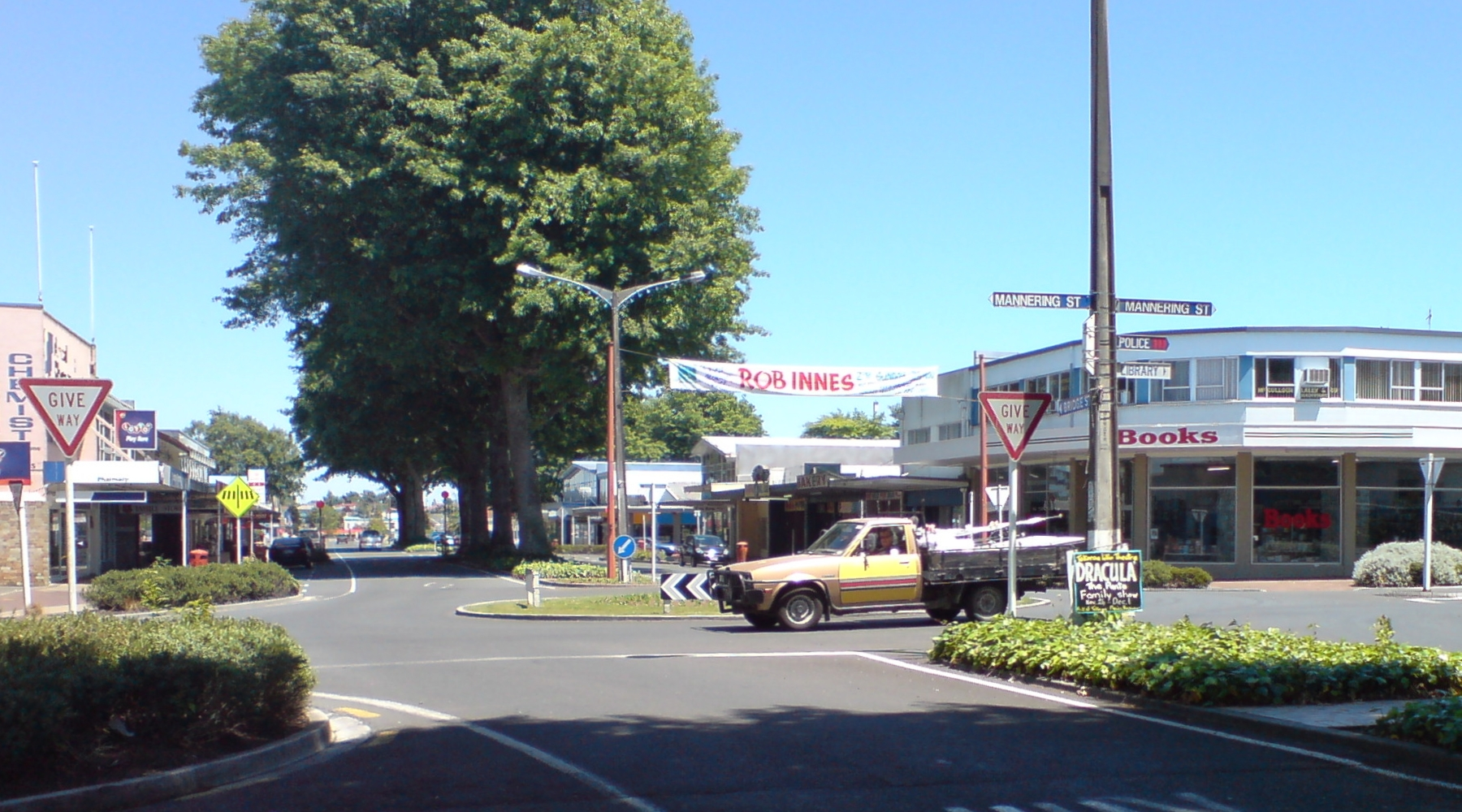
Tokoroa, Mannering Street

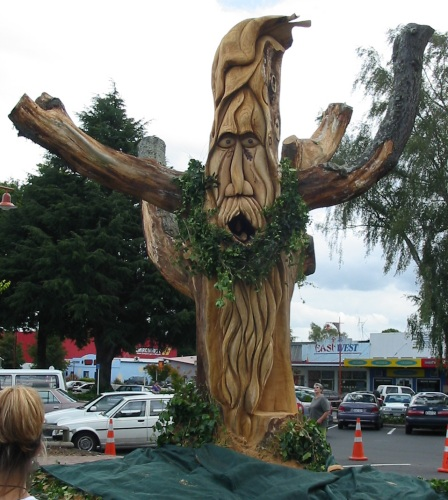
Tokoroa, Talking Pole

Tokoroa ist eine Stadt im South Waikato District der Region Waikato auf der Nordinsel von Neuseeland. Die Stadt ist Sitz des South Waikato District Council.

## Geographie
Die Stadt befindet sich rund 35 km westsüdwestlich von Rotorua und rund 50 km südöstlich von Cambridge in der Ebene verschiedener kleiner Streams, die nordwestlich von Tokoroa in den Waikato River münden. Nördlich von Tokoroa liegen Lichfield und Putāruru, rund 13 km und rund 20 km entfernt und südlich, nur 6 km entfernt befindet sich Kinleith.

## Geschichte
Der Kriegshäuptling der Ngati Kahupungapunga namens Tokoroa soll während der Belagerung von Pohuturoa, einer Felserhebung 27 km weiter südlich am Taupo-Highway von den Ngati Raukawa erschlagen worden sein. Es ist wahrscheinlich, dass einer der frühen Vermesser den Namen zu Ehren des Angedenkens an diesen Häuptling vergab. Die Bezeichnung Tokoroa erschien in den Karten bereits in den 1860er Jahren.
Tokoroa ist eine der jüngsten Städte in Neuseeland. Die Stadt entwickelte sich um 1948 als Wohnort für Kinleith Mill, einem Holz-, Zellstoff- und Papierwerk der New Zealand Forest Products Limited bei Kinleith, südlich von Tokoroa.
Seit 1964 ist die Stadt Namensgeber für den Mount Tokoroa in der Antarktis.

## Bevölkerung
Zum Zensus des Jahres 2013 zählte der Ort 12.714 Einwohner, 6,0 % weniger als zur Volkszählung im Jahr 2006.
1948 hatte der Ort 1100 Einwohner. In den 1980er Jahren, als die New Zealand Forest Products Limited ihre Produktion in Kinleith zu drosseln begann, hatte Tokoroa einen Höchststand von rund 18.000 Einwohnern, nur 2.000 unter der Zahl, die in Neuseeland für die Hochstufung zur City erforderlich ist. Der Rückgang der Produktion in Kinleith und in anderen Werken führte zu einem weiteren Bevölkerungsrückgang, so wohnten 2006 rund 3000 Menschen weniger als in den 1980er Jahren in Tokoroa.
Tokoroa ist eine multikulturelle Stadt, 35 % der Einwohner sind Māori, weitere 20 % stammen von den Pazifikinseln (vor allem den Cook Islands). Die restlichen 45 % stammen aus verschiedenen Ländern der Welt. Tokoroa hat abgesehen von den Ballungsräumen Auckland und Wellington die höchste Anzahl von Bewohnern, die von den Pazifikinseln stammen.

### Stadtgliederung
Tokoroa besteht von Nord nach Süd gelistet aus den Stadtteilen Mangakoretu, Paraonui, Parkdale, Matarawa, Stanley Park, Tokoroa Central, Aotea, Strathmore, Amisfield, Kinleith
Viele Straßennamen der Stadt wurden von dem ersten Direktor der New Zealand Forest Products Limited, Sir David Henry (1888–1963) vergeben. Er wählte Namen aus seiner Heimatstadt Edinburgh in Schottland. Eine Grundschule trägt heute den Namen Sir David Henry primary school.

## Wirtschaft
Der Hauptwirtschaftszweig von Tokoroa ist die Forstwirtschaft, die sich um das Holz-, Zellulose- und Papierwerk in Kinleith konzentriert. Der Ort ist von 132.000 Hektar Forst aus nicht heimischen Baumarten umgeben. Das Werk Kinleith Mill beschäftigt rund 1000 Mitarbeiter. Ein weiterer wichtiger Wirtschaftszweig neben der Schafzucht stellt die Milchviehhaltung dar. Wegen steigender Milchpreise wurde zeitweise ein großer Teil der umliegenden Wälder in Farmland umgewandelt. Weitere Unternehmen in der Stadt stellen Käse, Holzkisten und Tischlerwaren her, hinzu kommen Sägewerke, Firmen aus dem Bauwesen und der Gewinnung von Baumaterial aus Steinbrüchen.

## Infrastruktur

### Straßenverkehr
Durch Tokoroa führt der New Zealand State Highway 1, der die Stadt mit Cambridge und Hamilton im Nordwesten und Taupō im Süden verbindet. In der Stadt zweigt der New Zealand State Highway 32 nach Südwesten ab und führt später westlich des Lake Taupō weiter nach Süden.
Busse verkehren von Tokora aus nach Hamilton, Putāruru, Tirau, Auckland, Wellington, Taupō, Te Kūiti und Rotorua.
Tokoroa besitzt ein ausgedehntes Radwegenetz, das das Stadtzentrum mit den Außenbezirken verbindet. Die Radwege bestehen zum Teil aus separaten Radwegespuren oder aus kombinierten Rad- und Fußwegen.

### Schienenverkehr
Die Taupo Totara Timber Company (TTT Co.) errichtete 1903 die Taupo Totara Timber Company Tramway, die auch Tokoroa berührt, um Holz abzutransportieren. Nachdem der wirtschaftlich verwertbare Baumbestand abgeholzt war, stellte die TTT Co. ihren Betrieb ein. Der Staat kaufte im September 1946 den 29 km langen Abschnitt zwischen Putāruru an der Bahnstrecke Morrinsville–Rotorua und Kinleith mit dem Ziel, ihn für eine Bahnstrecke nach Taupō zu nutzen, und setzte ihn bis 1952 bis Kinleith in Stand. Die Strecke wird bis heute für die Kinleith Mill, eine große Zellulose- und Papierfabrik, im Güterverkehr genutzt.

### Bildungswesen
Bedeutsame Bildungseinrichtungen und Forschungsinstitute sind das Te Wānanga o Aotearoa und das Tokoroa Polytech Institute. Neben verschiedenen anderen Schulen aller Stufen ist die Te Kura Kaupapa Māori o Te Hiringa zu nennen, eine Kura Kaupapa Māori, die in der Sprache der Māori lehrt.
- Höhere Bildungseinrichtungen: Te Wananga o Aotearoa, Tokoroa Polytech Institute
- High Schools: Forest View High School, Tokoroa High School
- Intermediate Schools: Tokoroa Intermediate School, Tainui Full Primary School, Amisfield Full Primary School, Te Kura Kaupapa Māori o Te Hiringa
- Primary School: Tokoroa East School, David Henry School, Tokoroa Strathmore School, Tokoroa North School, Bishop Edward Gains, Tokoroa Central School
- Kindergärten: Clyde Street Kindergarten, Balmoral Kindergarten, Paronui Kindergarten, Arohanui Kindergarten, David Henry Kindergarten

### Sport
Die Rugby Union-Teams der Stadt sind die in der Super Rugby spielenden Chiefs und die Tritons. Die Rugby-Teams spielen im Waikato Stadium. Tokoroa ist jährlicher Gastgeber der TRITONS GWYNNE SHIELD TRIALS.
Das Sportzentrum des Y.M.C.A bietet verschiedene Sportarten wie Indoor skating, Bogenschießen, Fußball, Netball und Hockey an.

## Medien
In Tokoroa gibt es zwei Lokalradiostationen, Classic Hits Radio Forestland und Raukawa FM.

## Persönlichkeiten
- Isaac Boss,  irischer Rugby-Spieler
- Pero Cameron, Basketball-Nationalspieler
- Adrian Cashmore (* 1973), Rugby-Spieler
- Quade Cooper, australischer Rugby-Spieler
- John Davies (1938–2003), Mittelstreckenläufer
- Stella Duffy (* 1963), Schriftstellerin
- Samuel Gaze (* 1995), Radrennfahrer
- Ben Hana, in Wellington besser bekannt als der Blanket Man
- Tommy Hayes, Rugby-Funktionär der Cook Islands
- Geoff Hines, Rugby-Nationalspieler
- Isaac John, Rugby-Spieler der New Zealand Warriors
- Richard Kahui, Rugby-Nationalspieler
- Justin Kerr (* 1979), Radrennfahrer
- Paul Koteka, Rugby-Nationalspieler
- Nicky Little (* 1976), Rugby-Funktionär der Fiji-Inseln, Neffe von of Walter Little.
- Walter Little, Rugby-Nationalspieler
- Linn Lorkin, Sänger, Songwriter und Entertainer
- Kendrick Lynn (* 1982), Rugby-Spieler
- Sean Maitland (* 1988), schottischer Rugby-Union-Spieler neuseeländischer Herkunft
- Keven Mealamu, Rugby-Nationalspieler
- Jenny Morris, Sängerin / Songwriterin
- Brian Morrissey, Rugby-Nationalspieler
- Henry Paul, Rugby-Spieler und -Trainer
- Robbie Paul, Rugby-Funktionär
- The Politicians, 1981 gegründete Band
- Paul Reeves (1932–2011), anglikanischer Priester, Diplomat und früherer Generalgouverneur von Neuseeland
- Brian Tamaki, Gründer der Destiny Church
- Maria Tutaia, Netball-Funktionär